# Apostrophe (poème)
Pour les articles homonymes, voir Apostrophe.
Apostrophe est un texte poétique de Miron Costin, repris en préface du psautier de l'évêque Dosoftei, publié en 1673.